# Learjet 85
Learjet 85 (LJ85) — реактивный административный (бизнес-джет) самолёт производства компании Bombardier Aerospace. Именуется также как Bombardier Learjet 85.

## История самолета
Самолет Learjet 85 начал разрабатываться 30 октября 2007 года. Макет самолета был представлен в октябре 2008 года на выставке НАВА (Национальной ассоциации деловой авиации) в Орландо. Самолет Learjet 85 был первым в компании Bombardier Aerospace самолетом бизнес-джет, построенным с использованием композиционных материалов.
Компания Bombardier Aerospace 15 января 2015 года объявила о своем решении приостановить программу производства самолета Learjet 85 и сокращении 1000 рабочих мест.
Главный исполнительный компании Ален Бельмара 29 октября 2015 года объявил о 4,9 млрд долларов убытков по итогам работы в третьем квартале 2015 года, включая отказ от программы производства самолета Learjet 85.

## Лётно — технические характеристики
Основные характеристики
- Экипаж: 2 человека (летчик и помощник)
- Пассажиры: 8 + 2 пассажиров
- Длина: 20,76 м (68 ft 1 in)
- Размах крыла: 18.75м (61 ft 6 in)
- Высота: 6.08 м (19 ft 11 in)
- Площадь крыла: 37.25 м2 (401.0 sq ft)
- Масса пустого: 10997 кг (24,200 lb)
- Максимальная взлётная масса: 15195 кг (33,500 lb)
- Двигательная установка: 2× Pratt & Whitney Canada PW307B ТВД

 Лётные характеристики 
- Максимальная скорость: 871 км/ч
- Крейсерская скорость: 829 км/ч
- Практическая дальность: 5566 км (3,000 mi) (4 пассажира)
- Практический потолок: 14935 м (49,000 ft)

Авионика

Rockwell Collins Pro Line Fusion avionics suite, Electronic Flight Instrument System (EFIS), Inertial Reference System (IRS), Integrated Flight Information System (IFIS) with electronic charts, Two Electronic Flight Bag (EFB), Synthetic Vision System for Situational Awareness (SVS), Terrain Awareness and Warning System (TAWS), Dual Flight Management System (FMS), Surface Awareness System, Weather Radar System, Autothrottle, Wide Area Augmentation System (WAAS)